# Sandford Fleming
Sandford Fleming (7 de enero de 1827-22 de julio de 1915) fue un ingeniero canadiense de origen escocés y un prolífico inventor, conocido especialmente porque propuso la creación de zonas horarias estandarizadas, Horario Universal (Tiempo Universal, Universal Time o UT) y del sistema horario de 24 horas correspondientes a los 24 husos horarios contados a partir del meridiano de 180 grados (conocido como «antimeridiano» de Greenwich) y que también se emplea ahora como línea internacional de cambio de fecha. Fue delegado británico a la Conferencia Internacional del Meridiano
Diseñó la primera estampilla o sello postal de Canadá y realizó una enorme labor de levantamiento topográfico y cartográfico por todo el país, encargándose de las labores de ingeniería del Ferrocarril Intercolonial y del Ferrocarril Canadiense del Pacífico (Canadian Pacific Railroad o CPR).
Fue miembro fundador de la Royal Society of Canada (Sociedad Real del Canadá) y fundador del Royal Canadian Institute, una organización científica y académica de Toronto.

## De Escocia a Canadá
Sandford Fleming nació en Kirkcaldy, Fife (Escocia) y en 1845, a la edad de 17 años, emigró a Ontario (en aquel tiempo, la colonia del Alto Canadá), con su hermano mayor, David. La aventura de su viaje lo llevó a través de muchas de las colonias canadienses, desde las ciudades de Quebec y Montreal hasta Kingston (Ontario), estableciéndose finalmente en Peterborough, también en Ontario, donde vivían unos primos suyos.
Su inventiva entró en acción casi inmediatamente y en 1847 comenzó a trabajar en el diseño de lo que vendría a ser los primeros patines en línea. En 1849 fundó el Instituto Real Canadiense (Royal Canadian Institute), institución académica formalmente reconocida el 4 de noviembre de 1851. En este año diseñó el “castor de 3 peniques”, el primer sello de correos del Canadá. Durante este tiempo estuvo trabajando a tiempo completo como geógrafo – cartógrafo, en el levantamiento de mapas y planos para el Grand Trunk Railway (Gran Ferrocarril Troncal).

## Ingeniero de ferrocarriles
Su trabajo en el Grand Trunk Railway le hizo ganar con el tiempo el puesto de Ingeniero en Jefe del Northern Railway en 1855, empresa en la que abogó de manera incansable sobre la construcción de puentes de acero en lugar de troncos por razones de seguridad. Su insistencia en construir puentes de hierro y piedra en lugar de madera fue controvertida en aquella época, pero pronto demostró tener razón debido a su resistencia al fuego. Ese mismo año 1855 de casó con Ann Jane (Jean) Hall. Tuvieron nueve hijos. 
En 1862 propuso al gobierno un plan para un ferrocarril intercontinental que enlazara el océano Atlántico con el Pacífico. En 1863 se convirtió en el inspector jefe del gobierno de Nueva Escocia encargado de la construcción de una línea entre Truro y Pictou. Cuando no aceptó las ofertas de los constructores porque las consideraba demasiado caras, le pidieron que hiciera el trabajo él mismo, y terminó la línea en 1867 logrando que el gobierno ahorrase gastos y obtuvo beneficios para él.
Años después, Fleming fue nombrado ingeniero encargado de la supervisión de todo el levantamiento cartográfico del propuesto Ferrocarril Intercolonial que iba a enlazar las Provincias Marítimas con Quebec, por lo que se estableció durante un tiempo en Halifax (Nueva Escocia) durante su construcción. 
En 1872, el recién nombrado gobierno canadiense decidió construir una línea de ferrocarril hasta el Océano Pacífico y naturalmente, el trabajo del levantamiento topográfico y cartográfico recayó en Sandford Fleming. Ese mismo año organizó una expedición al Pacífico que incluyó a varios topógrafos y cartógrafos, así como al naturalista John Macoun y al pastor presbiteriano George Munro Grant, clérigo de la Iglesia de Escocia. Su hijo mayor, Frank Andrew, acompañó a Fleming en su gran expedición al Oeste de 1872. George Monro Grant escribió un relato sobre el viaje, que se convirtió en superventas.
En los años siguientes supervisó la construcción tanto de la línea Intercolonial como la del CPR, trabajo que vino a concluir en 1876. En 1876 publicó su obra: The Intercolonial: A Historical Sketch. Traspasó su cargo de ingeniero jefe a su colaborador de mucho tiempo, Collingwood Schreiber. Para el año 1880, con 600 millas completadas, un cambio de gobierno trajo el deseo de que todo el proyecto lo asumiera una empresa privada y Sir Charles Tupper despidió a Fleming, con una liquidación de 30.000 dólares.
Fue el mayor revés en la carrera de Fleming, aunque obtuvo la promesa de un monopolio, después revocada, en su próximo proyecto, un cable telegráfico transpacífico. A pesar de todo, en 1884 se convirtió en un director del Ferrocarril Pacífico Canadiense, y estuvo presente cuando Daniel Smith condujo el primer tren en su último tramo hasta Craigellachie, Columbia Británica, en 1885. 
Después de la muerte de su esposa Jeanie en 1888, la sobrina de Fleming, la señorita Elsie Smith, hija de Alexander y Lily Smith, de Kingussie, Escocia, se hizo cargo de su hogar en "Winterholme" 213 Chapel Street, Ottawa, Ontario.

## Inventor del Tiempo Estándar Universal
Después de perder un tren en Irlanda el año 1876 porque el horario impreso decía p. m. en vez de a. m., Sandford Fleming propuso un horario universal de 24 horas ubicado en el centro de la Tierra, no ligado a ningún meridiano superficial en particular.
Sugirió entonces que los husos horarios podrían ser usados localmente, pero siempre subordinados a un horario único para todo el mundo. En una reunión realizada en el Royal Canadian Institute el 8 de febrero de 1879, Sandford Fleming propuso que el horario universal estándar tuviera como meridiano de origen al Antimeridiano de Greenwich, denominado ahora como el meridiano de 180°. Esta nueva proposición vino a solucionar el problema inicial, ya que los horarios de todo el mundo deben tener un único origen (un meridiano que se tome como origen) para ser un sistema coherente. Continuó promoviendo su sistema del horario universal en conferencias internacionales, incluyendo la Conferencia Internacional del Meridiano efectuada en 1884 en Washington (Estados Unidos). Esta Conferencia aceptó una versión diferente del Tiempo Universal, pero rechazó aceptar su concepto de zonas horarias, estableciendo que ello era un asunto local que quedaba fuera de sus alcances. No obstante, hacia 1929, todos los principales países del mundo habían aceptado la división de nuestro planeta en zonas o husos horarios y, curiosamente, se vino a plantear de una forma que ponía en evidencia la mayor utilidad de la idea original de Sandford Fleming.

## Últimos años

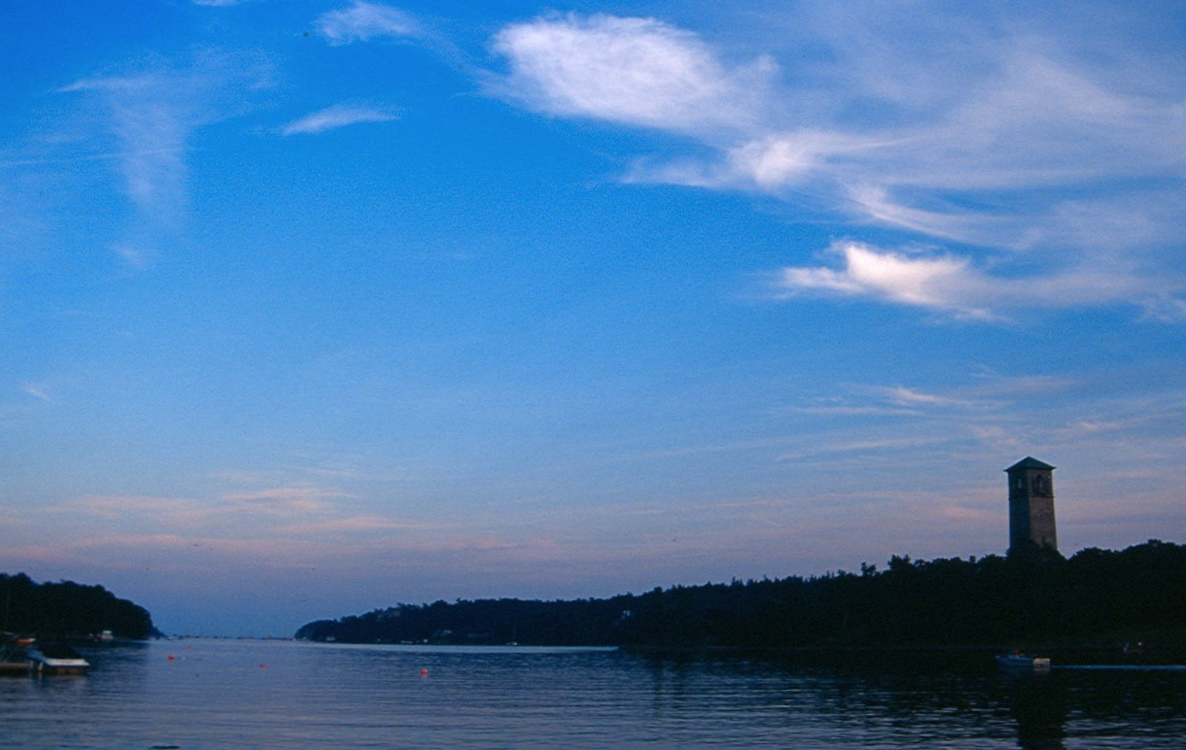
La Torre Dingle en el parque Sir Sandford Fleming, ubicado en Halifax, en los terrenos donados por Sandford Fleming.

Cuando la privatización del ferrocarril por Tupper en 1880 le dejó sin trabajo gubernamental, Sandford Fleming se retiró de las actividades cartógraficas y fue nombrado Canciller de la Universidad de Queen en Kingston (Ontario). Mantuvo este cargo a lo largo de sus últimos 35 años de su vida. Fue miembro de la North British Society. También ayudó a fundar la Western Canada Cement and Coal Company ("Compañía del Carbón y el Cemento de Canadá Occidental"), que generó la ciudad de la empresa de Exshaw, Alberta. En 1910, este negocio fue objeto de una absorción hostil por especuladores de acciones que actuaban bajo el nombre de Canada Cement Company, acción que algunos consideran que llevaron a una depresión emocional que contribuiría a la muerte de Fleming poco tiempo después.
En 1880 sirvió de vicepresidente de la Sociedad Horticultural de Ottawa.
No contento con toda la obra que había realizado, Sandford Fleming abogó incansablemente por la construcción de un cable telegráfico submarino que conectara a todo el Imperio británico, la "All Red Line", la cual vino a completarse en 1902.
En 1883, mientras exploraba la ruta del Canadian Pacific Railway con George Monro Grant, conoció al mayor A. B. Rogers cerca de la cumbre del paso Rogers (Columbia Británica) y juntos fundaron el primer "Club Alpino de Canadá". Ese primer club montañero tuvo corta vida, pero en 1906 se fundó el moderno Club Alpino de Canadá en Winnipeg, y quien para entonces ya era Sir Sandford Fleming se convirtió en el primer cliente del club y presidente honorario.
En sus últimos años se retiró a su casa de Halifax, la cual legó posteriormente a la ciudad con su terreno de 38 hectáreas, que se convirtió después en lo que es ahora el parque Dingle (Dingle Park). También tenía residencia en Ottawa donde fue enterrado, en el Beechwood Cemetery, a su muerte ocurrida en 1915.
Sus logros científicos, técnicos y académicos fueron conocidos en todo el mundo y en 1897 fue nombrado caballero por la Reina Victoria. También era un masón.
En la Universidad de Queen se construyó el Fleming Hall en su honor en 1901. En Peterborough (Ontario) el Sir Standford Fleming College, un colegio de Tecnología y Artes Aplicadas fundado en 1970, lleva su nombre y tiene sedes adicionales en Lindsay/Kawartha Lakes, Haliburton y Coburg. Además, un edificio perteneciente a la Facultad de Ingeniería y Ciencias Aplicadas de la Universidad de Toronto también lleva su nombre (Sandford Fleming Building).

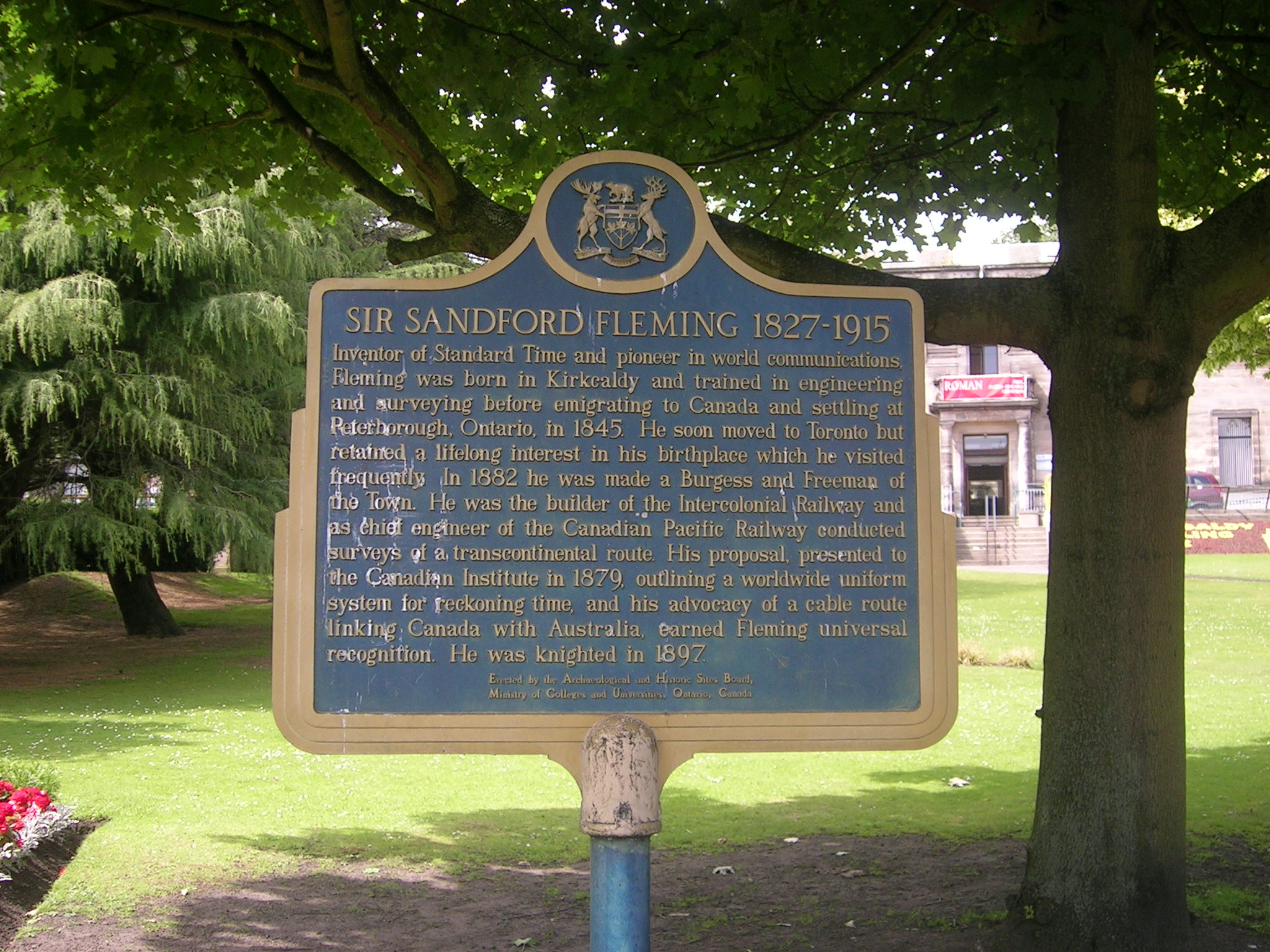
Placa conmemorativa de Fleming: "Inventor of Standard Time", War Memorial Gardens, Kirkcaldy, Fife, Escocia

La ciudad de Fleming, Saskatchewan (ubicada en la ruta del ferrocarril del Pacífico canadiense) recibió este nombre en su honor en 1882.
El monte Sir Sandford, que es la montaña más alta de la cordillera Sir Sandford de las montañas Selkirk, y el 12.º en la Columbia Británica, recibe este nombre por él.

## Valor y vigencia actual de su legado científico
En Sandford Fleming se combinaron armoniosamente las tareas del científico con las del técnico: lo mismo se preocupó de problemas técnicos de carácter aplicado (desde el diseño de unos patines en línea hasta el empleo de puentes metálicos para el ferrocarril) que de la formulación de principios generales de la ciencia (Sistema universal de 24 husos horarios iniciados en el meridiano de 180°, por ejemplo). En este último aspecto, el diseño de un sistema de medición del tiempo de 24 husos horarios iniciados en el meridiano de 180° constituye un aporte sumamente importante cuya trascendencia fue, durante mucho tiempo, minimizada y hasta ocultada debido a que su aplicación confrontaba intereses (políticos, especialmente) muy poderosos.
Pero la bondad del invento diseñado por Sandford Fleming es tanta como para haber sobrevivido durante más de un siglo y como para ser adoptada en todo el mundo (incluyendo a Gran Bretaña) cada vez que se emplea un horario de 24 horas. En el artículo sobre el meridiano de Greenwich se puede leer, en la resolución n.º 5 del Congreso de Washington de 1884 (en la que Sandford Fleming presentó su idea de los husos horarios a partir del meridiano de 180°), lo siguiente: "El día universal comienza a medianoche, hora solar, en Greenwich y tendrá una duración de 24 horas". La Wikipedia se hace eco de la resolución citada y marca la hora de las modificaciones en los artículos siguiendo el horario de Greenwich. Pero sin importar que todo el mundo acepte esta idea, a la hora de emplear un sistema de horario universal que sea práctico, en todas partes se emplea el horario universal ideado por Fleming. Veamos: si el día universal comienza a la medianoche (hora solar), en Greenwich, el meridiano de Greenwich se convierte en la línea internacional de cambio de fecha. Sin embargo, la propia Gran Bretaña emplea, en sus ferrocarriles (por ejemplo), unos horarios de días que han comenzado en el meridiano de 180°. De esta manera, Sandford Fleming estaba en lo correcto. En conclusión, una idea sencilla y bien establecida termina siempre por prevalecer.